# Space Mix '98
«Space Mix '98» es el tercer sencillo del séptimo álbum de Modern Talking, Back For Good. Es un megamix que no fue lanzado como sencillo en Alemania, Austria y Suiza, sino que en otros países de Europa y del resto del mundo.

## Sencillos
CD-Maxi Hansa 74321 63193 2 (BMG)	1998
1. Space Mix '98	4:28
Cheri, Cheri Lady
Brother Louie
You Can Win If You Want
Geronimo's Cadillac
Atlantis Is Calling
You're My Heart, You're My Soul
2. We Take The Chance		4:07
3. You Can Win If You Want (New Version)		3:35

## Créditos
- Música: Dieter Bohlen
- Letra: Dieter Bohlen
- Raper: Eric Singleton
- Arreglos: Dieter Bohlen
- Producción: Dieter Bohlen
- Coproducción: Luis Rodriguez
- Publicación: Blue Obsession Music/Warner Chappell/Intro
- Distribución: BMG Company
- Fotografías: Manfred Esser
- Diseño: Reinsberg WAB

## Charts
| Chart (1998)  | Peak position |
| ------------- | ------------- |
| Argentina     | 19            |
| Bélgica       | 34            |
| Francia       | 14            |
| Grecia        | 15            |
| Hungría       | 4             |
| Unión Europea | 56            |